# Xanthostemon melanoxylon
Xanthostemon melanoxylon là một loài thực vật có hoa trong Họ Đào kim nương. Loài này được Peter G.Wilson & Pitisopa mô tả khoa học đầu tiên năm 2007.